# Martin Zwierlein
Martin Zwierlein (Hamburgo, 5 de noviembre de 1977) es un físico alemán radicado en Estados Unidos. Se desempeña como profesor de física en Instituto Tecnológico de Massachusetts y es miembro electo de la Sociedad Estadounidense de Física.

## Biografía
Nacido en Alemania, se educó en la Universidad de Bonn y en la Escuela Normal Superior de París. Obtuvo su doctorado en el Instituto de Tecnología de Massachusetts (MIT) con Wolfgang Ketterle como su supervisor doctoral. Posteriormente trabajó durante un breve periodo como investigador postdoctoral en el grupo de Immanuel Bloch en la Universidad de Maguncia.
Se unió al departamento de física  del MIT en 2007 y fue ascendido a profesor titular en 2013. Es pionero en el estudio de gases y moléculas atómicas ultrafrías de Fermi.

### Premios y reconocimientos
Ha recibido numerosos premios por su trabajo, incluido el II Premio Rabi de la Sociedad Estadounidense de Física en 2017,  y el Premio Junior TOPTICA BEC en 2021.